# جاكوب فريدريك فون أبيل
جاكوب فريدريك فون أبيل (بالألمانية: Jakob Friedrich von Abel)‏ هو فيلسوف ألماني، ولد في 9 مايو 1751 في فايهينغن في ألمانيا، وتوفي في 7 يوليو 1829 في شورندورف في ألمانيا.